# Saikhoa Ghat
Saikhoa Ghat est une ville du district de Goalpara, dans l'Assam en Inde. Elle est située à 420 km de Guwahati.